# Tennistoernooi van Madrid 2018
|                                        |  |                                         |
| Petra Kvitová, winnares bij de vrouwen |  | Alexander Zverev, winnaar bij de mannen |

Het tennistoernooi van Madrid van 2018 werd van 5 tot en met 13 mei 2018 gespeeld op de gravelbanen van het Manzanares Park Tennis Center ("Caja Mágica") in de Spaanse hoofdstad Madrid. De officiële naam van het toernooi was Mutua Madrid Open.
Het toernooi bestond uit twee delen:
- WTA-toernooi van Madrid 2018, het toernooi voor de vrouwen
- ATP-toernooi van Madrid 2018, het toernooi voor de mannen

## Toernooikalender
| vrouwenenkelspel  | 1e ronde | 1e ronde | 2e ronde | 2e ronde | 3e ronde | kwartfinale | halve finale | finale       |        |
| vrouwendubbelspel | 1e ronde | 1e ronde | 1e ronde | 2e ronde | 2e ronde | kwartfinale | halve finale | finale       |        |
| mannenenkelspel   |          | 1e ronde | 1e ronde | 2e ronde | 2e ronde | 3e ronde    | kwartfinale  | halve finale | finale |
| mannendubbelspel  |          |          | 1e ronde | 1e ronde | 2e ronde | 2e ronde    | kwartfinale  | halve finale | finale |

ATP-toernooi van Madrid – WTA-toernooi van Madrid

2009 · 2010 · 2011 · 2012 · 2013 · 2014 · 2015 · 2016 · 2017 · 2018 · 2019 · 2020 · 2021 · 2022 · 2023 · 2024